# Assedio di Coevorden (1592)
L'assedio di Coevorden del 1592 fu un assedio svoltosi dal 26 luglio al 2 settembre 1592 presso la città di Coevorden (attuali Paesi Bassi) nel corso della guerra degli ottant'anni. La città era difesa dagli spagnoli capitanati da Frederik van den Bergh che aveva ottenuto tale incarico direttamente da re Filippo II di Spagna.
Una forza aggiuntiva spagnola comandata da Francisco Verdugo e da Cristóbal de Mondragón era in arrivo verso la città nel tentativo di salvare la città. Gli spagnoli, piagati da un fallito attacco, da diserzioni e dalla malattia, si ritirarono a ogni modo poco dopo la loro partenza lasciando la città di Coevorden al suo destino. Pertanto, il 2 settembre 1592, la guarnigione di Coevorden si arrese.

## Antefatto
Nel 1591 Maurizio d'Orange, il comandante militare degli olandesi, aveva condotto una campagna militare di gran successo ed era riuscito a strappare agli spagnoli diverse città dei Paesi Bassi giungendo anche alla presa di Nimega nell'ottobre di quello stesso anno. Durante quella stessa campagna catturò anche Delfzijl così da isolare Groninga delle sue principali vie di trasporto. L'ultimo obbiettivo di Maurizio d'Orange era conquistare proprio quest'ultima città ma nel 1591 le sue difese apparivano ancora troppo forti. Nel 1592 iniziò l'assedio di Steenwijk così da indebolire ulteriormente Groninga.
Maurizio intendeva muoversi quanto prima in direzione di Coevorden, ma gli Stati Generali olandesi non erano intenzionati a concedergli il loro appoggio. Alessandro Farnese, duca di Parma, sebbene ferito durante la sua inconcludente campagna militare nel nord della Francia, era tornato nei Paesi Bassi a occuparsi dei ribelli della regione della Zelanda e gli Stati Generali erano intenzionati a mandare il principe d'Orange sul posto. A ogni modo, l'esercito della repubblica era composto da 8 000 fanti e da 2 000 cavalieri ed era rinforzato da mercenari tedeschi e inglesi al comando di sir Francis Vere (quattordici compagnie di fanteria e cinque di cavalleria). Il duca di Parma, ancora convalescente per le sue ferite, non era ancora in grado di guidare direttamente l'esercito.
Coevorden stessa era una delle cinque più importanti fortezze a est del paese ed era posta strategicamente tra due aree paludose, quella di Bourtange che era a trenta miglia dalla baia di Dollart e l'altra che si estendeva sino al Zuiderzee. L'unico terreno stabile era la strada che conduceva a Coevorden, una barriera naturale di sale di mezzo miglio di lunghezza. A quell'epoca Coevorden era la terza fortezza per importanza di tutta l'Europa (dopo Anversa e Milano), disegnata e costruita sotto la direzione di Francesco Paciotto, architetto della famosa cittadella di Anversa. Il comandante spagnolo Francisco Verdugo riportò direttamente al duca di Parma e al governatore ad interim dei Paesi Bassi, Peter Ernst I von Mansfeld-Vorderort l'immensa importanza della fortezza di Coevorden e disse che la città era più importante di tutte le altre messe insieme e che sarebbe stata una disfatta tremenda se fosse stata conquistata dagli anglo-olandesi. Verdugo si posizionò a Groenlo e si preparò col veterano generale spagnolo Cristóbal de Mondragón a lanciare un attacco contro qualunque potenziale esercito assediante.
Maurizio d'Orange nel contempo si trovava a Giethoorn, studiando un modo per battere gli spagnoli che certamente sarebbero stati agguerriti nello scontro. Dopo che la pressione degli spagnoli si fu rilassata di fronte all'immobilità degli anglo-olandesi, il 21 luglio l'esercito in rivolta, con l'approvazione degli Stati Generali, marciò in direzione di Coevorden.

## L'assedio

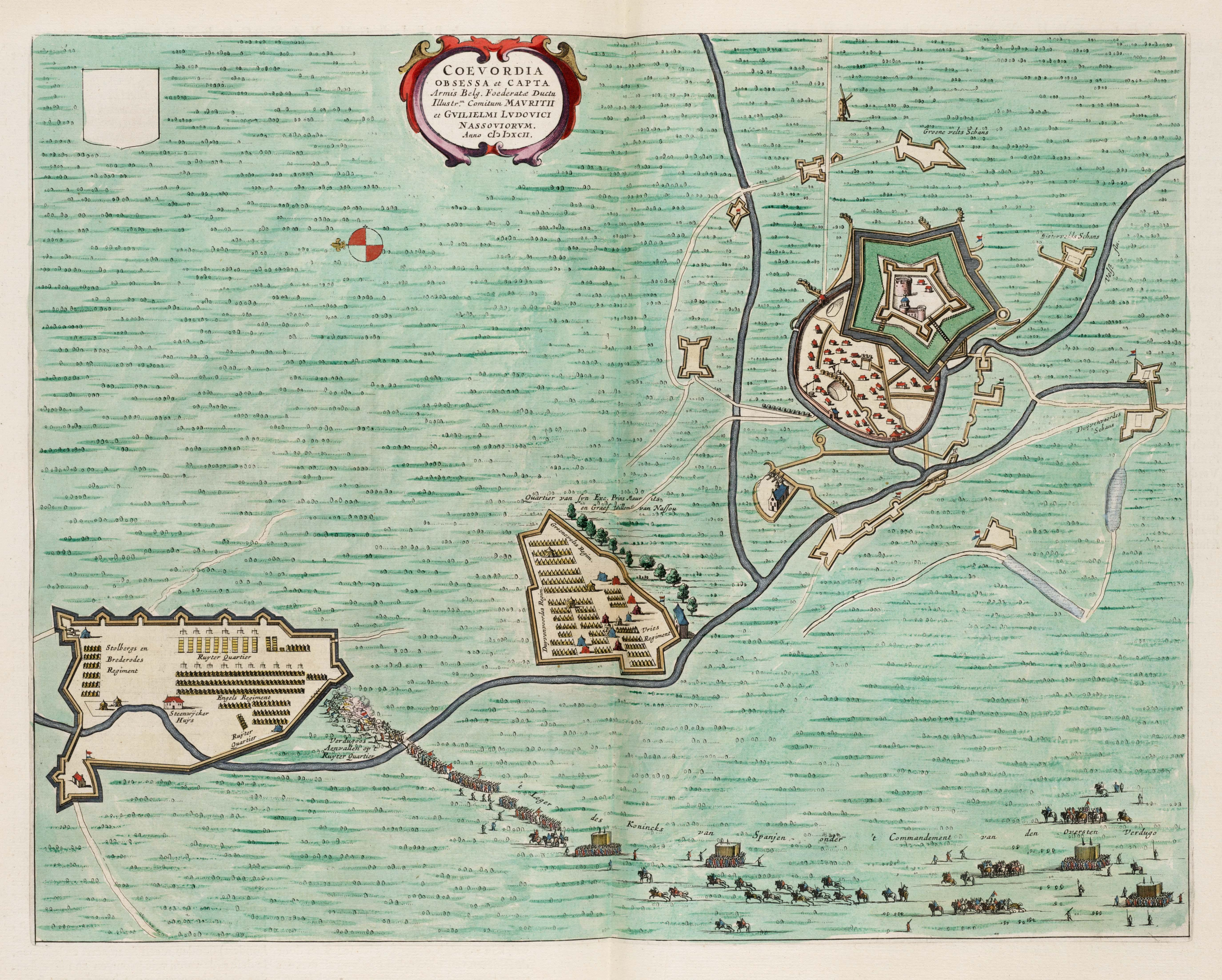
L'assedio di Coevorden nel 1592, dallAtlas van Loon

Il 26 luglio, le forze del principe d'Orange giunsero davanti a Coevorden e iniziarono ad assediare la città; la guarnigione disponeva di un centinaio di veterani e di 900 miliziani tutti al comando di Frederik van den Bergh. Maurizio pose suo cugino, Guglielmo Luigi di Nassau-Dillenburg, a capo dell'assedio mentre egli si recò verso Ootmarsum per contrastare i rinforzi spagnoli che certamente sarebbero giunti da quella direzione. Nel frattempo, Francis Vere fece la stessa cosa con alcuni suoi uomini e si recò a Doesburg, non lontano dal fiume IJssel.
Guglielmo Luigi ordinò l'escavazione di alcune trincee presso la fortezza e attorno alla città. La città era pertanto completamente accerchiata e le strade che portavano a essa bloccate. Le linee d'assedio attorno a Coevorden erano virtualmente complete con l'eccezione della parte a est della città dove il terreno paludoso rendeva impossible realizzare delle opere d'assedio. Gli ingegneri e i pionieri vennero inviati presso il fossato della città. Scavarono delle trincee larghe 1,5 metri e profonde circa 4. Un primo attacco venne condotto proprio dai pionieri, ma questi vennero respinti dalla guarnigione della città; determinati, gli olandesi attaccarono nuovamente il giorno successivo e riuscirono a occupare il sobborgo della città.
Il 12 agosto, non vedendo truppe di rinforzo, Maurizio tornò all'assedio coi suoi uomini per dare manforte agli olandesi. Le opere degli zappatori continuarono, dedicandosi in particolare alla realizzazione di una serie di dighe che impedirono all'acqua del fossato attorno alla città di scorrervi all'interno, privando inoltre la guarnigione di acqua potabile. Alcuni pensarono a questo punto di essere stati giocati e di considerare la resa, ma van den Bergh rifiutò di scendere a patti col principe d'Orange. Egli confidava piuttosto nel fatto che Francisco Verdugo coi suoi uomini fosse ormai a breve distanza dalla città e avrebbe levato l'assedio.

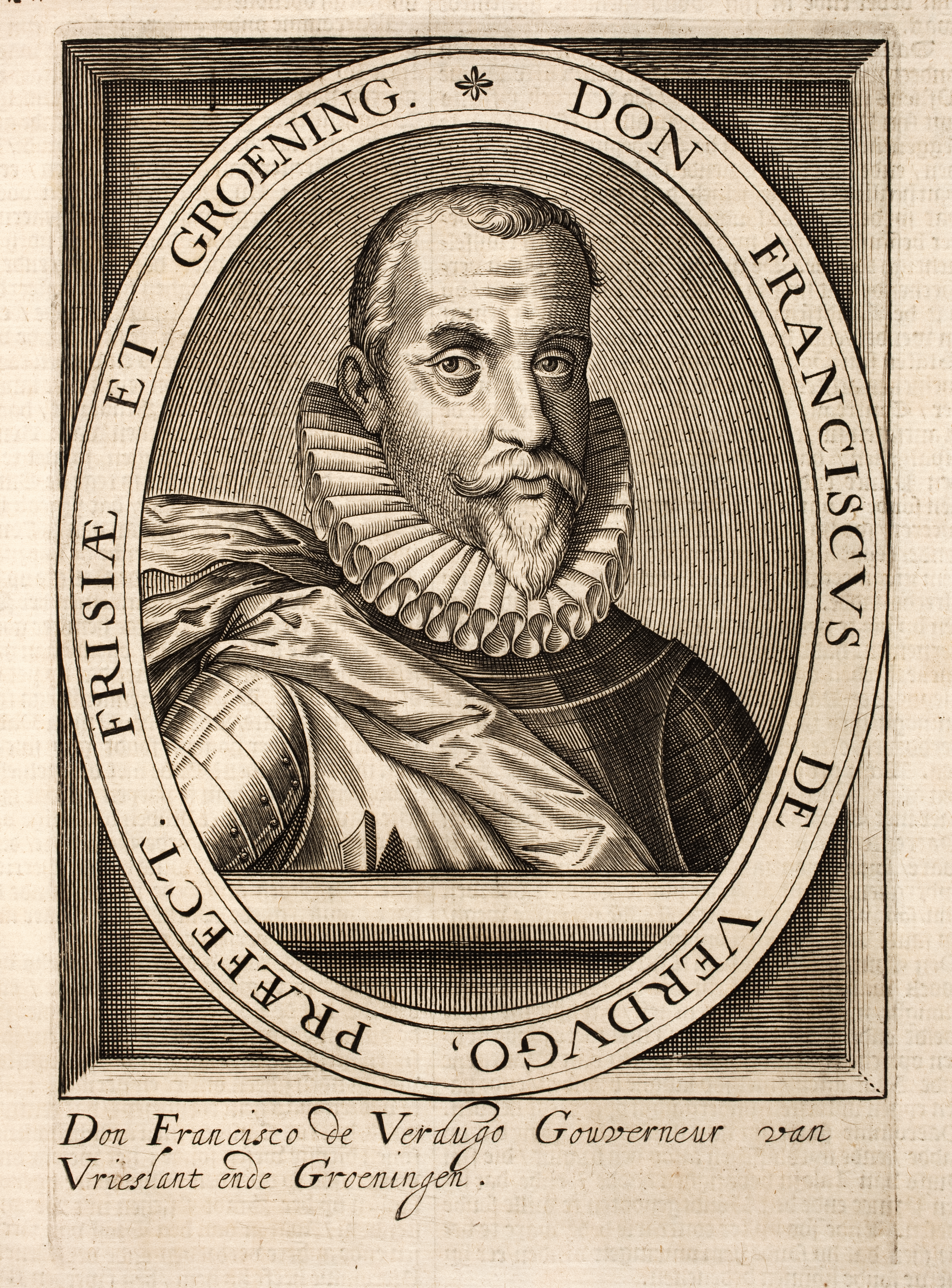
Francisco Verdugo in un ritratto di Hillebrant van Wouw

Alla metà di agosto una serie di piogge sembrarono peggiorare la situazione.

### Il tentativo di liberazione
A ogni modo, dopo aver saputo della situazione degli assediati, le forze di Verdugo e Mondragón marciarono da Grol in direzione di Coevorden. Il 23 agosto i tercios veterani dei generali Mondragon, Gonzaga, Mansfield e Arenburg, assieme a 5 000 altri soldati spagnoli, attraversarono il Reno a Rheinberg. Il 3 settembre, l'esercito di Verdugo era a una lega di distanza dalla città di Emblichen, a circa dieci miglia da Coevorden. La notizia dell'arrivo dei rinforzi degli spagnoli giunse a Maurizio d'Orange poco dopo ed egli si preparò al confronto diretto con Verdugo, facendo costruire una serie di forti in posizioni strategiche per lo scopo. La città venne informata dell'arrivo di nuove forze notando delle luci e dei fuochi a distanza. Vere nel frattempo, avendo sentito dell'arrivo degli spagnoli di Verdugo, decise di lasciare Doesburg e di precipitarsi immediatamente a Coevorden.
Verdugo, deciso, lanciò un attacco con la tecnica del camisado così da poter essere chiaramente distinti. Poco prima dell'alba, gli spagnoli assaltarono uno dei campi degli assedianti al comando del conte Wolfgang di Hohenlohe-Weikersheim. Poco prima dell'inizio del combattimento, a ogni modo, i soldati inglesi di Vere colpirono gli spagnoli con i cannoni posti presso le trincee degli olandesi. Vere era giunto appena in tempo, guidando l'assedio contro gli spagnoli e salvando una situazione che già si era profilata come critica. Giovanni VII di Nassau-Siegen, scrivendo a suo padre, disse:
"Vere combatté come un vero uomo contro gli spagnoli. Venne dopo mezz'ora dall'inizio dei combattimenti.
Poco dopo l'arrivo degli inglesi, gli olandesi si unirono a loro ma vennero respinti dagli attaccanti. Gli olandesi e gli inglesi avevano perso in tutto cinquanta uomini a questo punto degli scontri, incluso Guglielmo Luigi che era stato ferito all'addome, ma la ferita non era così tremenda come si pensava in un primo momento. Verdugo essendo stato respinto e con la perdita di 300 uomini, tentò quindi di entrare in uno scontro in campo aperto alla picca con gli uomini di Maurizio d'Orange. Maurizio rifiutò il confronto diretto e continuò nelle opere degli zappatori e nei pesanti bombardamenti alla città.
Van den Bergh si trovò un muro minato e ne fece costruire un altro poco dietro, ma questo ebbe ben poco effetto sugli anglo-olandesi che attaccavano. Verdugo sembrava non poter forzare l'avanzata dell'esercito alleato anche a causa della malattia che colpì i suoi uomini e dell'alto numero di disertori che impedirono di portare a compimento le operazioni. Verdugo tentò quindi di affamare gli anglo-olandesi, ma questi avevano un numero sufficiente di razioni e di munizioni per poter continuare tranquillamente a sopportare l'assedio. Verdugo e Mondragón non intrapresero altre operazioni per salvare Coevorden e per questo diedero l'ordine della ritirata.
Quando Van den Bergh notò che gli spagnoli alleati si stavano allontanando dalla città, inviò un tamburino a Maurizio con la richiesta di negoziare dei termini per la resa. Van den Bergh aveva predisposto diverse condizioni, molte delle quali vennero concesse e pertanto Maurizio poté ottenere la città e la fortezza di Coevorden.

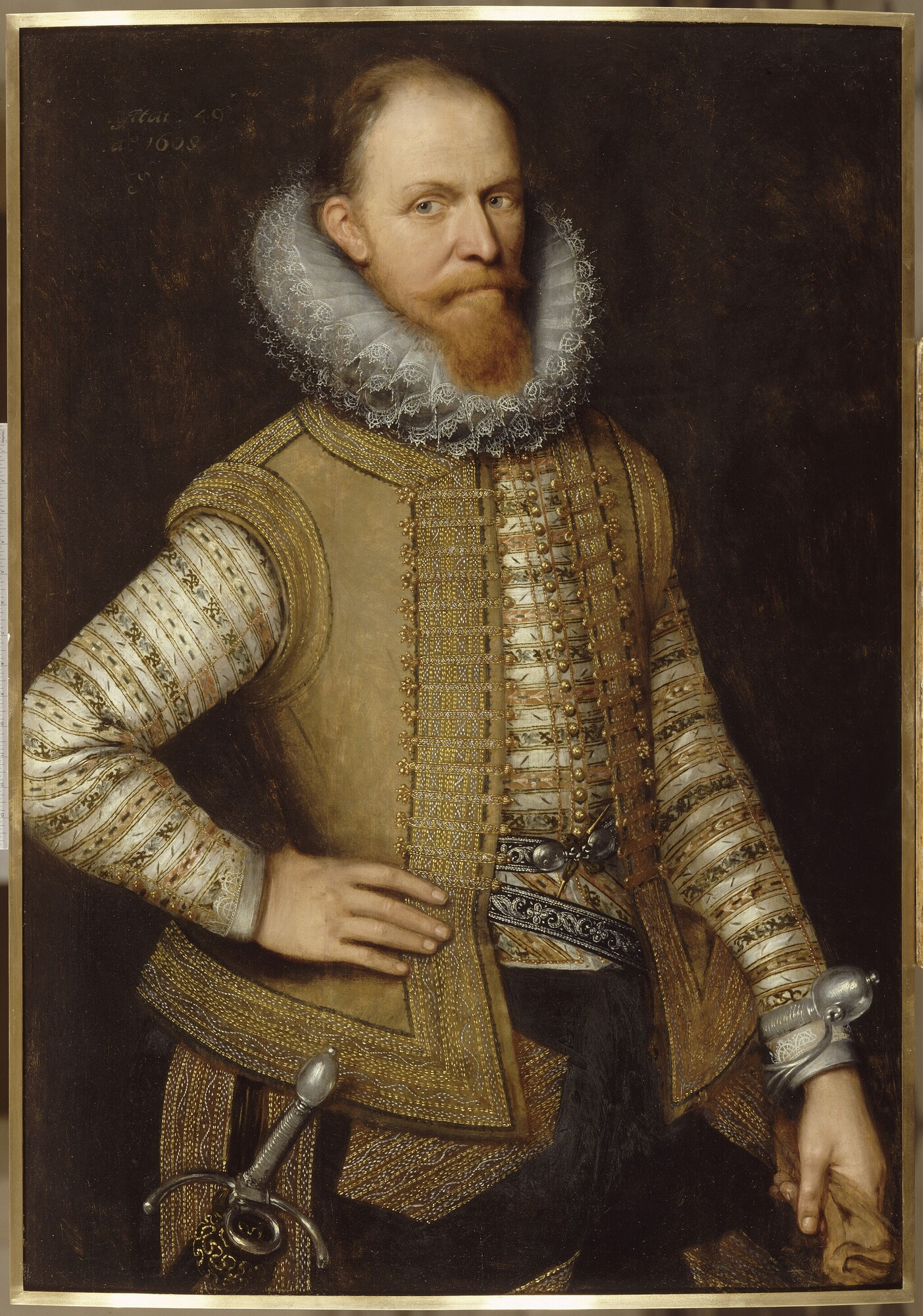
Maurizio di Nassau, ritratto di Michiel Jansz van Mierevelt

## Conseguenze
Alla guarnigione spagnola venne permesso di lasciare la città coi pieni onori militari e di recarsi dove avessero voluto. Poco dopo gli anglo-olandesi, vittoriosi, marciarono all'interno della città ma erano stati troppo indeboliti da non riuscire più a condurre altri scontri per il resto dell'anno. Quando infine si ritirarono negli accampamenti invernali, vennero a sapere della morte del duca di Parma.
Durante gran parte dell'inverno, Francis Vere decise di inviare alcuni dei suoi uomini a prestare servizio in Francia e in Irlanda, mantenendo nei Paesi Bassi 4 000 fanti inglesi e scozzesi.
Dopo la conquista di Steenwijk e Coevorden, le truppe frisiane richiesero l'assedio di Groninga a ogni costo. L'esercito di Maurizio si spostò quindi in direzione di Groninga, ma ancora una volta gli Stati Generali gli richiesero prima di conquistare Geertruidenberg.